# 출발 서해안시대
출발 서해안시대는 KBS목포 1라디오에서 방영하는 시사 프로그램이었다. 전남 서해안 지역의 시사와 인물·문화·예술 등을 다루는 시사종합프로그램이며, KBS목포국과 KBS뉴스 홈페이지에서도 확인 가능하다

## 진행
- 정윤심 아나운서